# Кукшнур
Кукшнур (мар. Кӱкшнур) — опустевший починок в Моркинском районе Республики Марий Эл. Входит в состав Октябрьского сельского поселения.

## География
Находится в юго-восточной части республики Марий Эл на расстоянии приблизительно 22 км по прямой на запад-юго-запад от районного центра посёлка Морки.

## История
Основан с 1926 году. В 1932 году здесь проживал 41 человек, мари. В 1952 году в починке было 11 хозяйств, проживали 47 человек. В 2004 году в починке ещё находился 1 дом. В советское время работали колхозы «У илем» и «Мастар вий».

## Население
Население составляло 2 человека (мари 100 %) в 2002 году, 0 в 2010.